# Бион-10
Бион-10 — космический аппарат для медико-биологических исследований из серии Бион, пятый корабль из серии Бион с обезьянами. Среди полезной нагрузки были: две обезьяны макаки — Крош и Иваша, тритоны, лягушки, гусеницы тутового шелкопряда, жуки, мухи, амфибии, контейнеры и клеточные культуры. Полёт, проводился при финансовом обеспечении американской стороны, участвовали учёные из девяти стран и ЕКА.
Основной акцент ставился на изучение проблемы воздействия радиации на людей. Судьба Иваши неизвестна, а вот Крош в 2003 году был ещё жив. Шестнадцатилетний космический ветеран Крош после возвращения на Землю и реабилитации произвел потомство.